# غوزانو (إيطاليا)
غوزانو هي (بلدية) تقع في ولاية نوفارا وتحديداً في إقليم بيدمونت الإيطالية , والتي تبعد حوالي 100 كيلومتر (62 ميل) شمال شرق تورينو وحوالي 35 كيلومتر (22 ميل) شمال غرب نوفارا.
تُحد منطقة غوزانو عدة مقاطعات وهي : (بولزانو نوفاريزي، بورغومانيرو، بريغا نوفاريزي، غارغالو، إنفوريو، أورتا سان جوليو، بوغنو، سان ماوريتسيو دوباجليو،وسوريسو).

## رياضة
فريق غوزانو لكرة القدم هو إيه سي جوزانو ، الذي تأسس في عام 1924 ويلعب مبارياته على أرضه في ملعب ألفريدو دالبيرتاس .

## روابط خارجية
- الموقع الرسمي